# Ischiolobus niger
Ischiolobus niger är en mångfotingart som beskrevs av Carl Graf Attems 1951. Ischiolobus niger ingår i släktet Ischiolobus och familjen kejsardubbelfotingar. Inga underarter finns listade i Catalogue of Life.